# Wrocławski Tor Kolarski

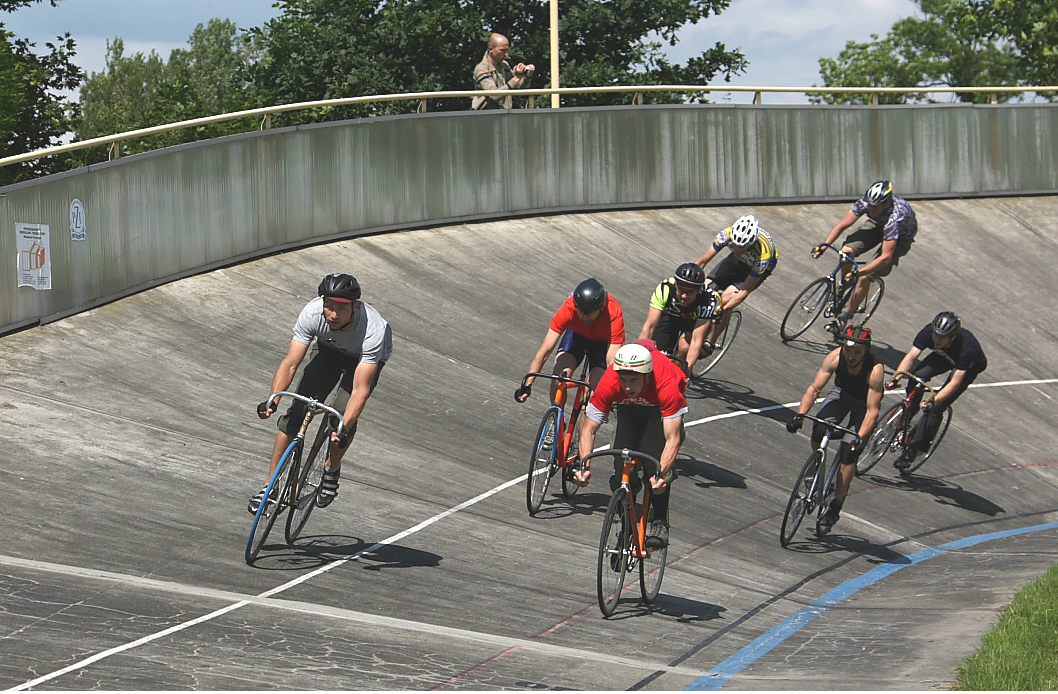
Wyścig australijski podczas Mistrzostw Polski Kurierów Rowerowych (PCMC). Wrocław 2009.

Wrocławski Tor Kolarski im. Wernera Józefa Grundmanna – tor kolarski znajdujący się przy ulicy Żmigrodzkiej 243 na osiedlu Poświętne we Wrocławiu.

## Dane techniczne
Wrocławski tor kolarski ma długość 200 m, obwód wewnętrzny toru wynosi 180 m, a zewnętrzny 220 m. Wiraże toru podniesione są na 3,25 m w najwyższym miejscu. Nawierzchnia toru wykonana jest z betonu. Trybuna może pomieścić 250 osób, a ziemne skarpy wokół toru zostały przewidziane jako miejsce do oglądania zawodów dla łącznej ilości 2000 widzów. Trybunę i pozostałe miejsca dla widzów od toru oddziela poliuretanowa banda, w pierwotnej postaci drewniana. Wewnątrz toru urządzono miniaturowy tor do rozgrzewki i stanowiska do postoju rowerów.

## Historia
Projekt toru wykonany został w roku 1929 przez architekta Clemensa Schürmana, byłego kolarza torowego, który zaprojektował jeszcze kilkadziesiąt innych torów kolarskich w Niemczech i innych krajach. Przed rokiem 1945 tor nosił niemiecką nazwę Radrennbahn Lilienthal. Po wojnie użytkowany był przez wrocławskie kluby sportowe prowadzące sekcje kolarskie. Trenowali tu min. Józef Grundmann i medalista olimpijski Janusz Kierzkowski. Obecnie tor użytkowany jest przez Wrocławski Klub Kolarski. W roku 1998 przeprowadzono remont obiektu, w czasie którego wymieniono bandy i urządzono stanowiska do rozgrzewki pośrodku toru.